# سقف منحني حتى المؤخرة

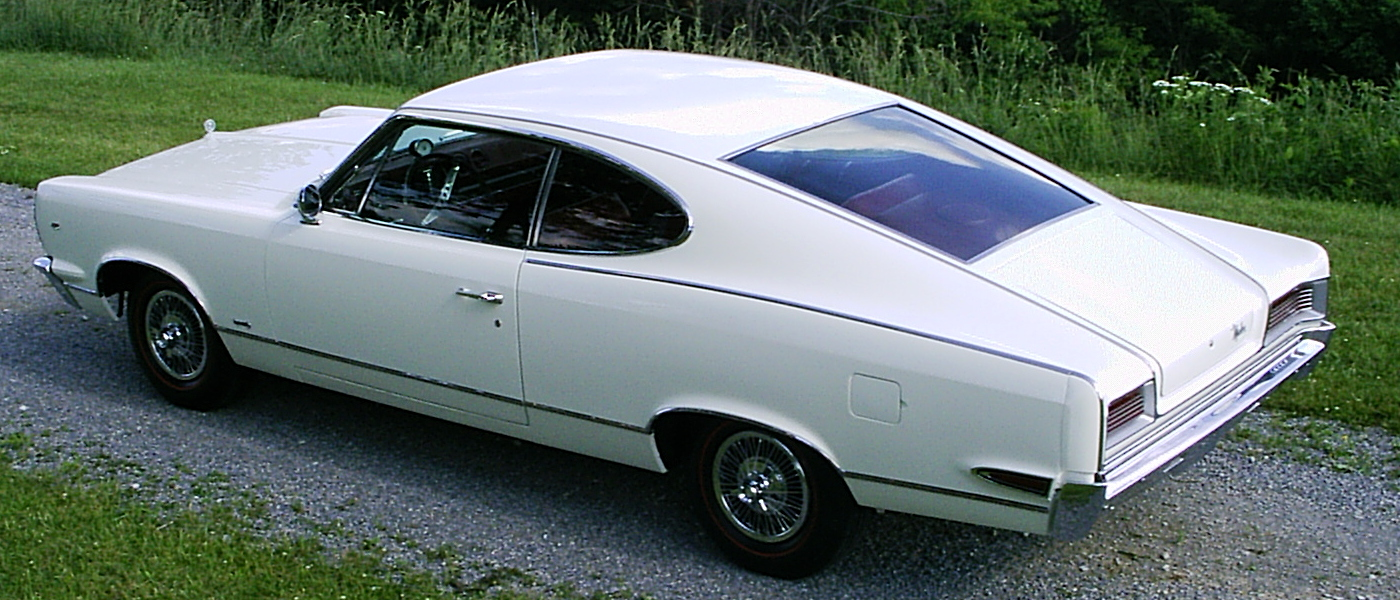
1967 إيه إم سي مارلين

سقف منحني حتى المؤخرة إحدى ميزات تصميمية للسيارات التي يتم تعريفها بواسطة الجزء الخلفي من السيارة التي لها ميل واحد من السقف إلى المصد الخلفي.

## تعريف

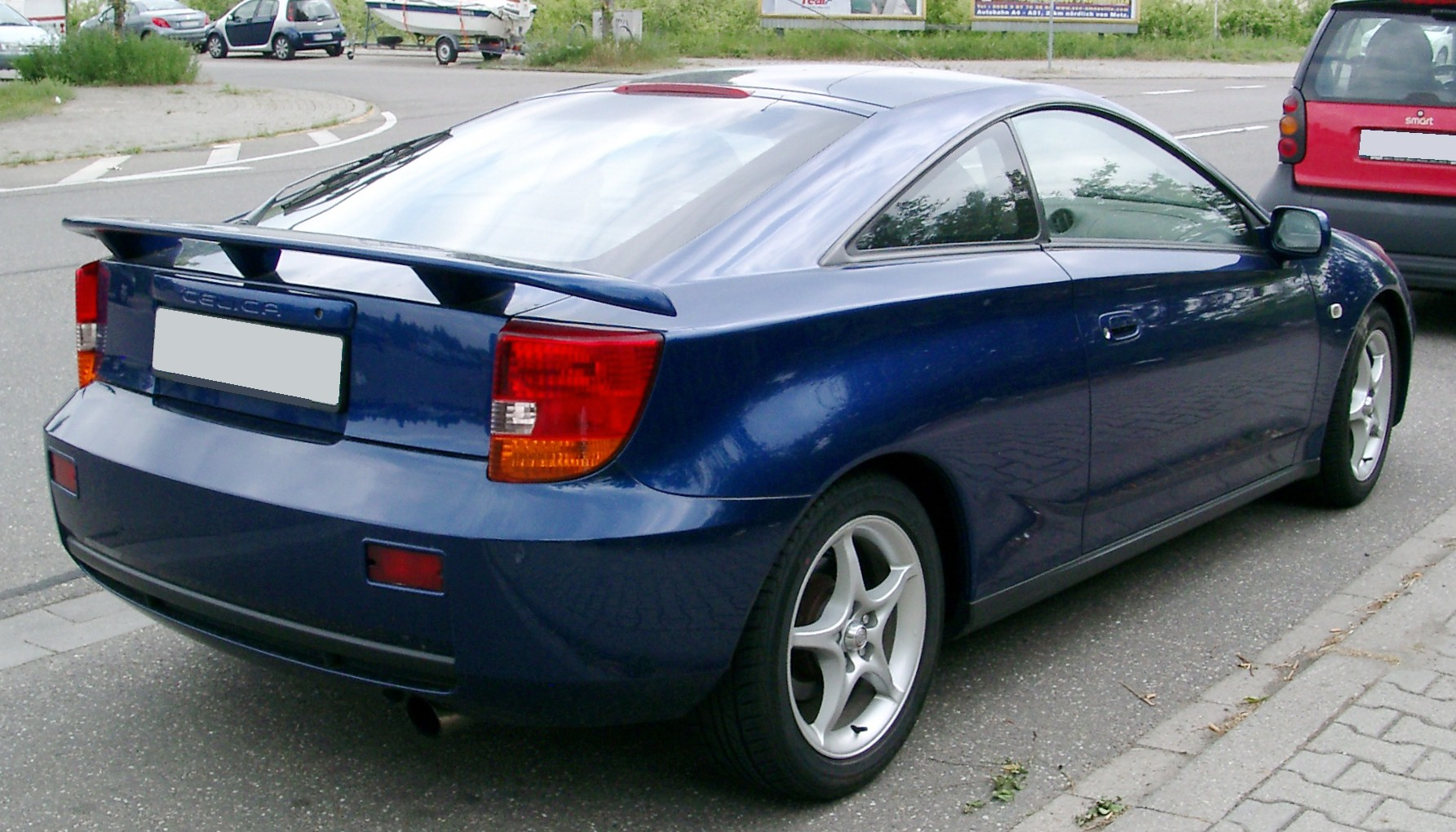
1999 تويوتا سيليكا

غالبًا ما يتم تعريف fastback على أنه منحدر واحد من السقف إلى الجزء الخلفي من السيارة.

## التاريخ

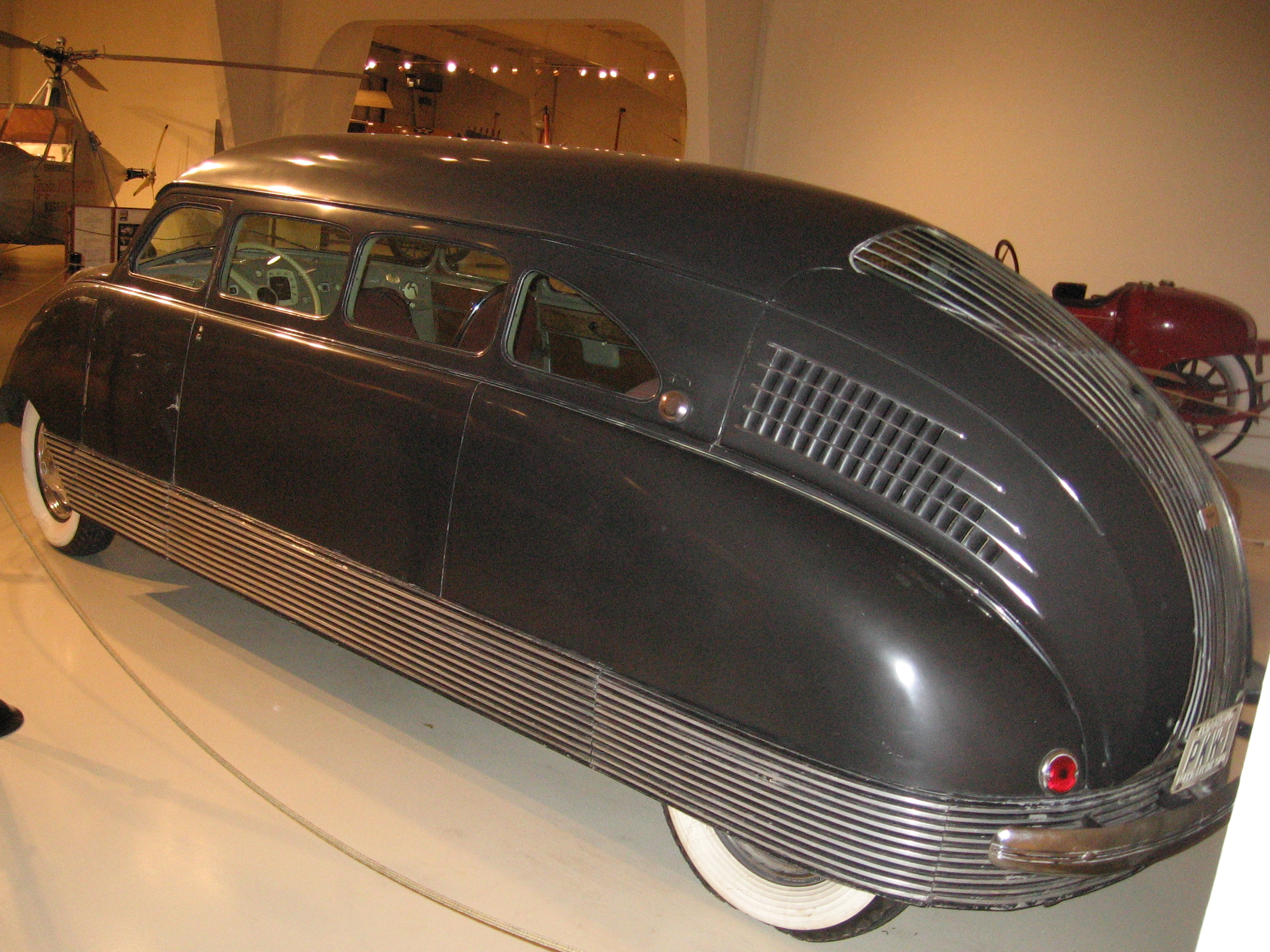
1935 Stout Scarab

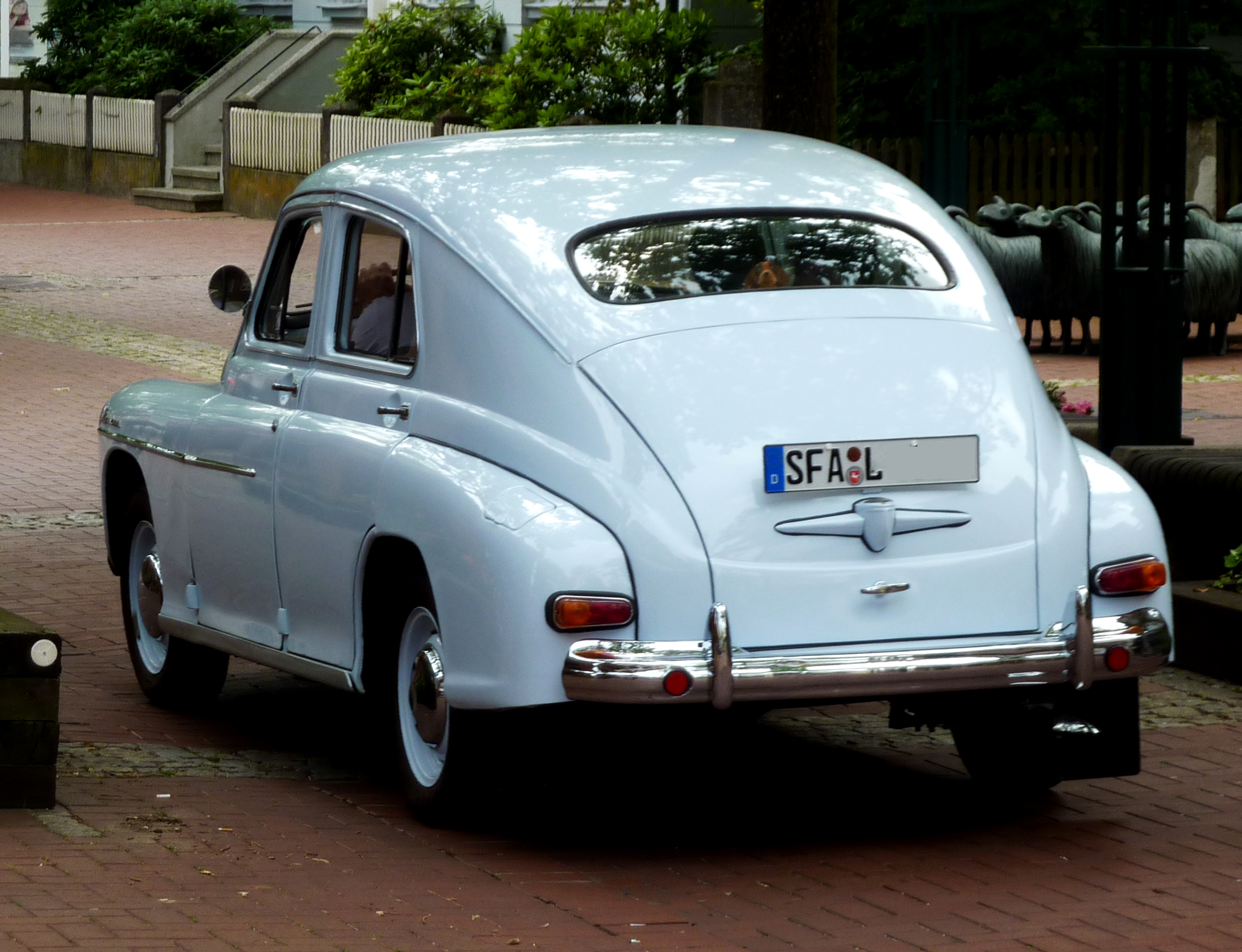
في الخمسينات Warszawa M20

بدأ مصممو السيارات في الثلاثينات من القرن الماضي في استخدام عناصر الديناميكا الهوائية لجعل المركبات -التي كانت تشبه الصناديق في ايامهم- أكثر ثباتا.